# Wereld Gymnaestrada 2007
De Wereld Gymnaestrada 2007 (officieel: 13th World Gymnaestrada 2007 Dornbirn) vond plaats van 8 juli tot 14 juli 2007 in Dornbirn in Vorarlberg (Oostenrijk). Over 22.000 actieve gymnasten en hun metgezellen uit 53 landen namen deel. Het evenement kenmerkte zich door de intense sympathie van de bevolking en de circa 8.000 vrijwilligers.
Aan de openingsceremonie namen 22.000 atleten en coaches uit 56 landen deel. De openings- en sluitingsceremonie met een gymnastiekshow in het Birkenwiese Stadion telde telkens 30.000 toeschouwers.

## Locatie

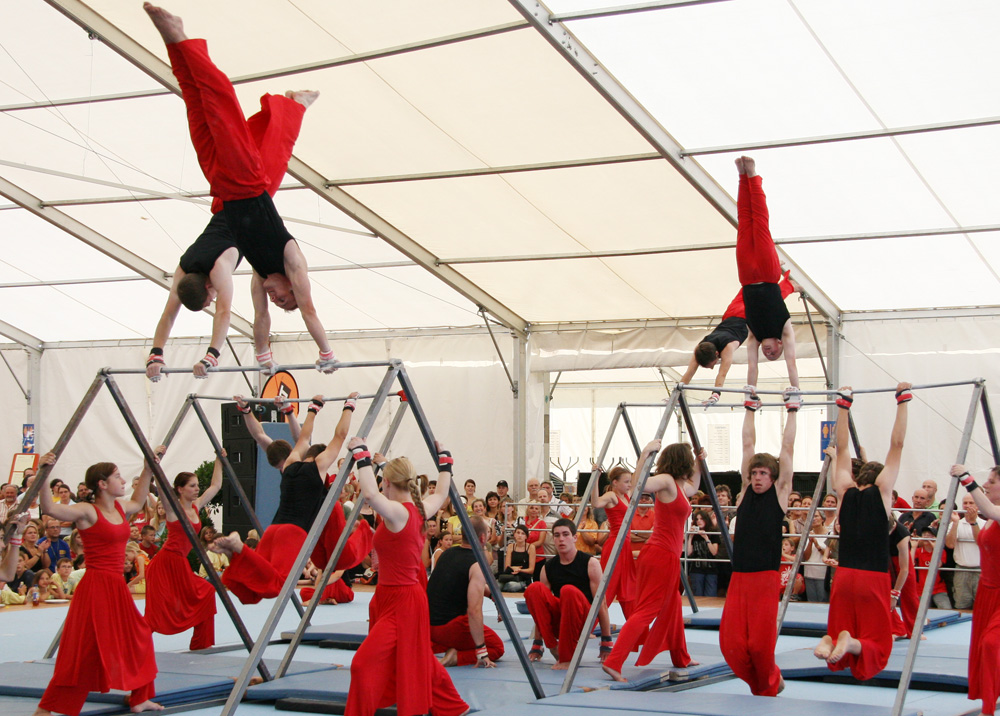
Street performance in Wolfurt

Het expositiecentrum Dornbirn en het Birkenwiese-stadion in de wijk Schoren vormden de centrale knooppunten en ontmoetingsplaatsen van de Wereld Gymnaestrada 2007. Dagelijks vonden non-stop groepsvoorstellingen in de acht 'Trade Exhibition' hallen plaats. Als hoogtepunt van het evenement werden 16 nationale avonden met zeer gevarieerde gymnastiekshows georganiseerd als ook drie FIG gala's met de geselecteerde topklassen. Verder waren er grote groepsvoorstellingen in het Reichshof Stadion in Lustenau en evenementen op 8 buitenpodia in Höchst, Hard, Bregenz, Wolfurt, Dornbirn, Hohenems, Rankweil en Feldkirch.

## Organisatie
De organisatoren vermeldden in totaal 175.000 overnachtingen door de Gymnaestrada-deelnemers: 25 procent in hotels, 75 procent in scholen. 7.000 personen werden naar of opgehaald van luchthavens in Zürich, Friedrichshafen en München. De Wereld Gymnaestrada 2007 was een regionaal showcaseproject voor de bevordering van milieuvriendelijkheid van evenementen. Er waren meer dan 60 sponsors voor het evenement en zes daarvan waren de officiële hoofdsponsors.

## Doel
De Wereld Gymnaestrada heeft als doel de waarde en veelzijdigheid van algemene gymnastiek over de hele wereld bekend te maken en de interesse van mensen voor beweging en sportactiviteiten te wekken. Algemene gymnastiek brengt gymnasten met verschillende culturele achtergronden bij elkaar om bij te dragen aan een beter begrip tussen de volkeren. Daarboven heeft het tot doel gezondheid, fitness en wereldwijde solidariteit te bevorderen.

## Galerij

Sluitingsceremonie (Stadion Birkenwiese, Dornbirn)
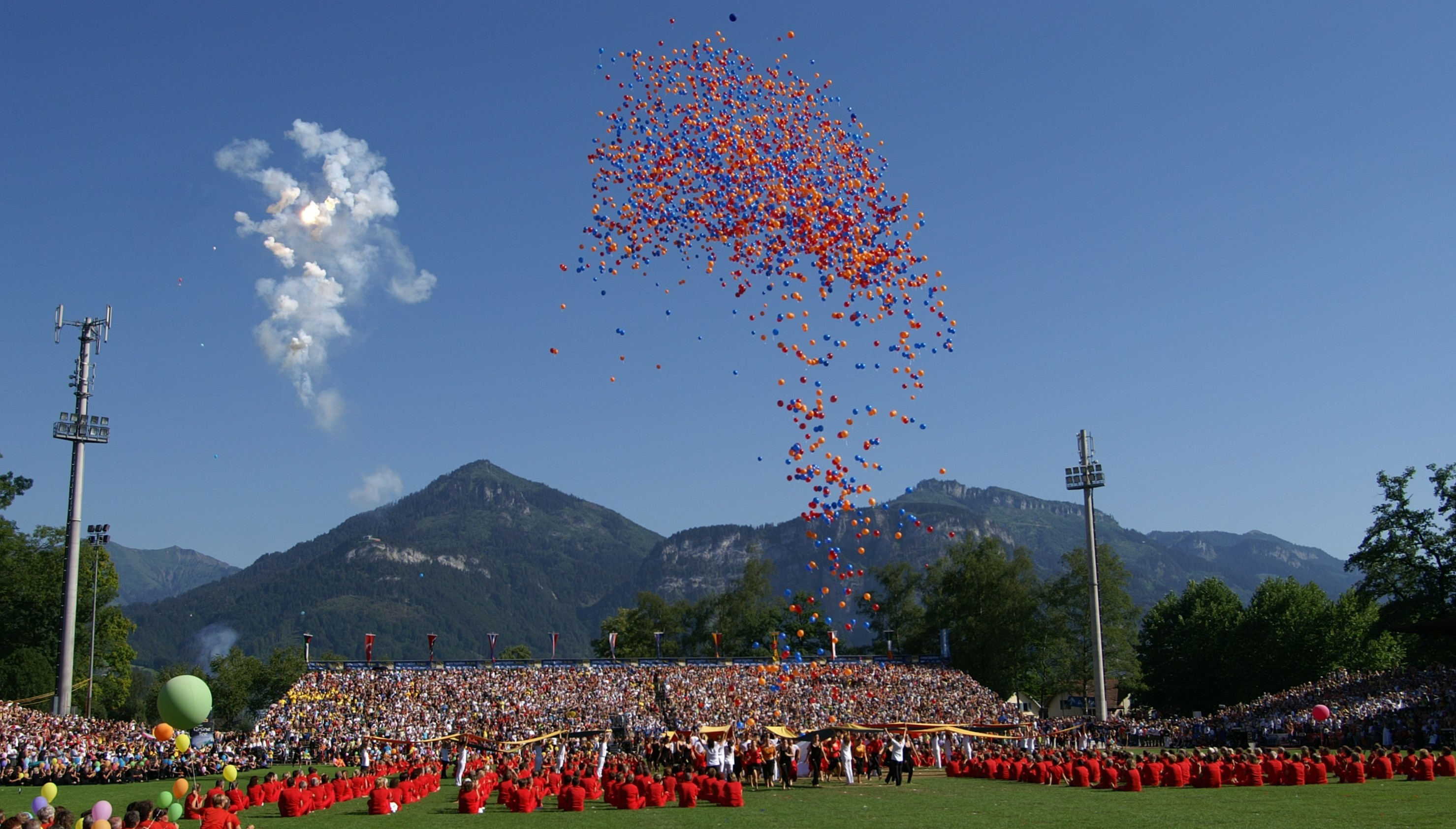
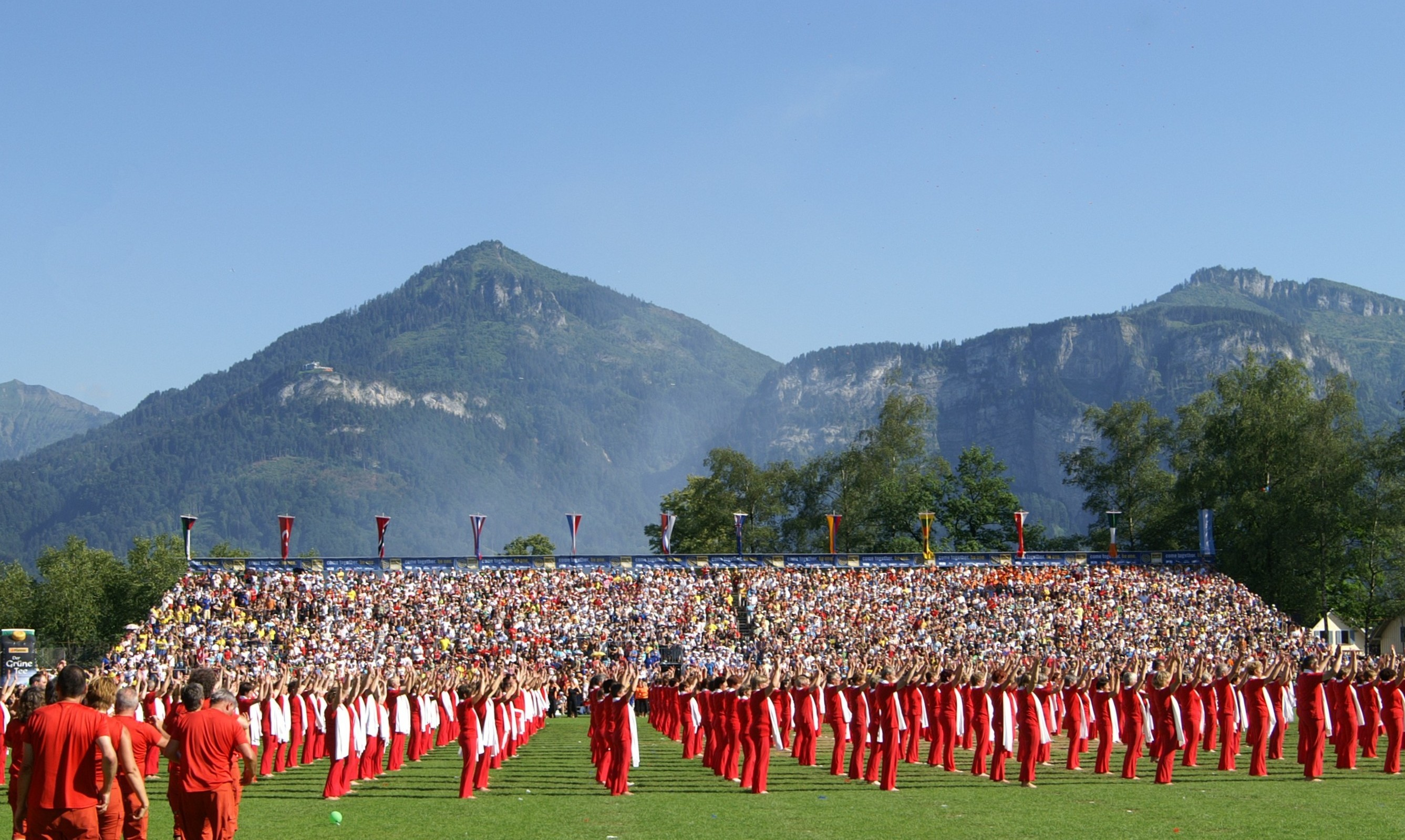
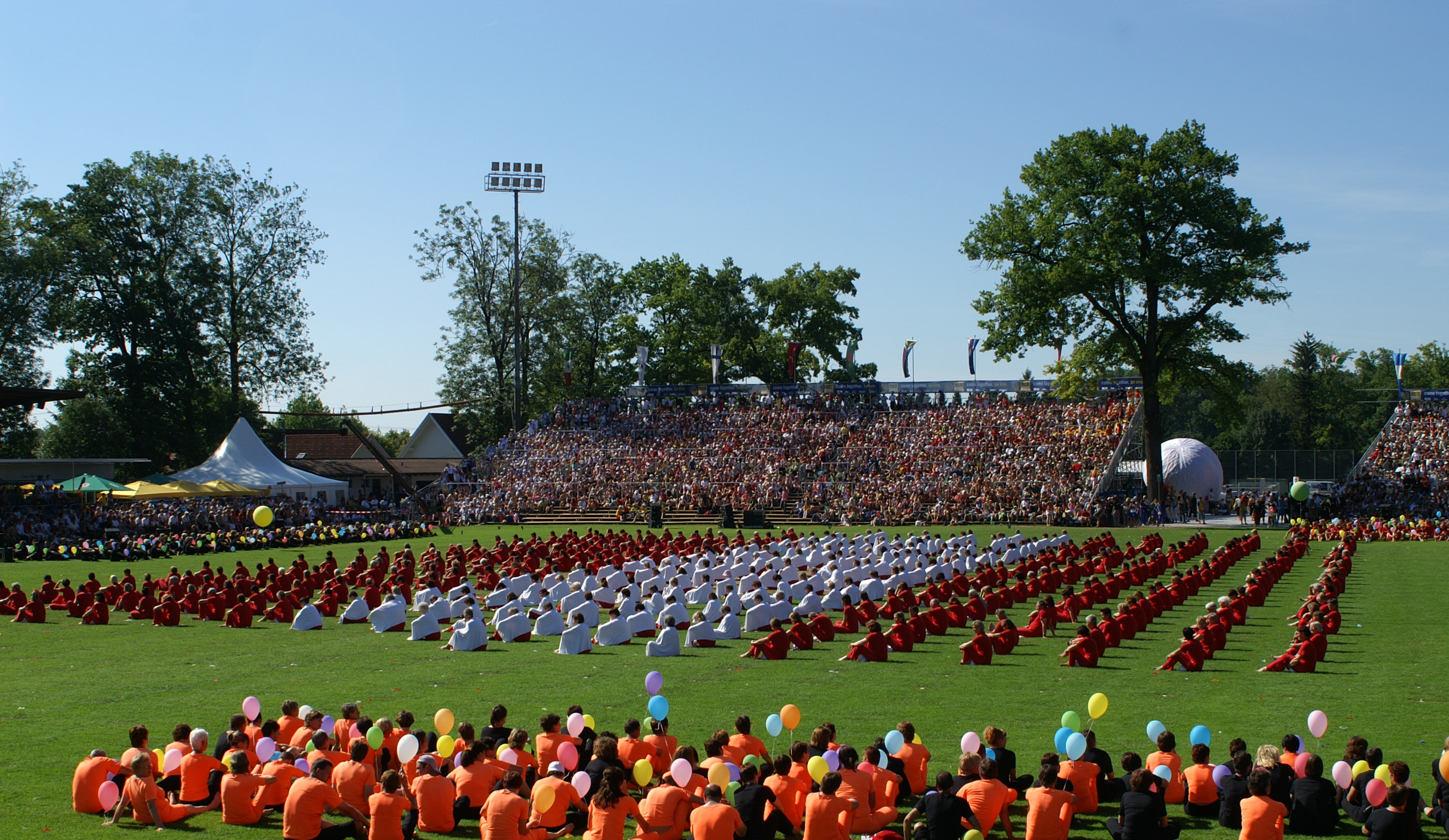
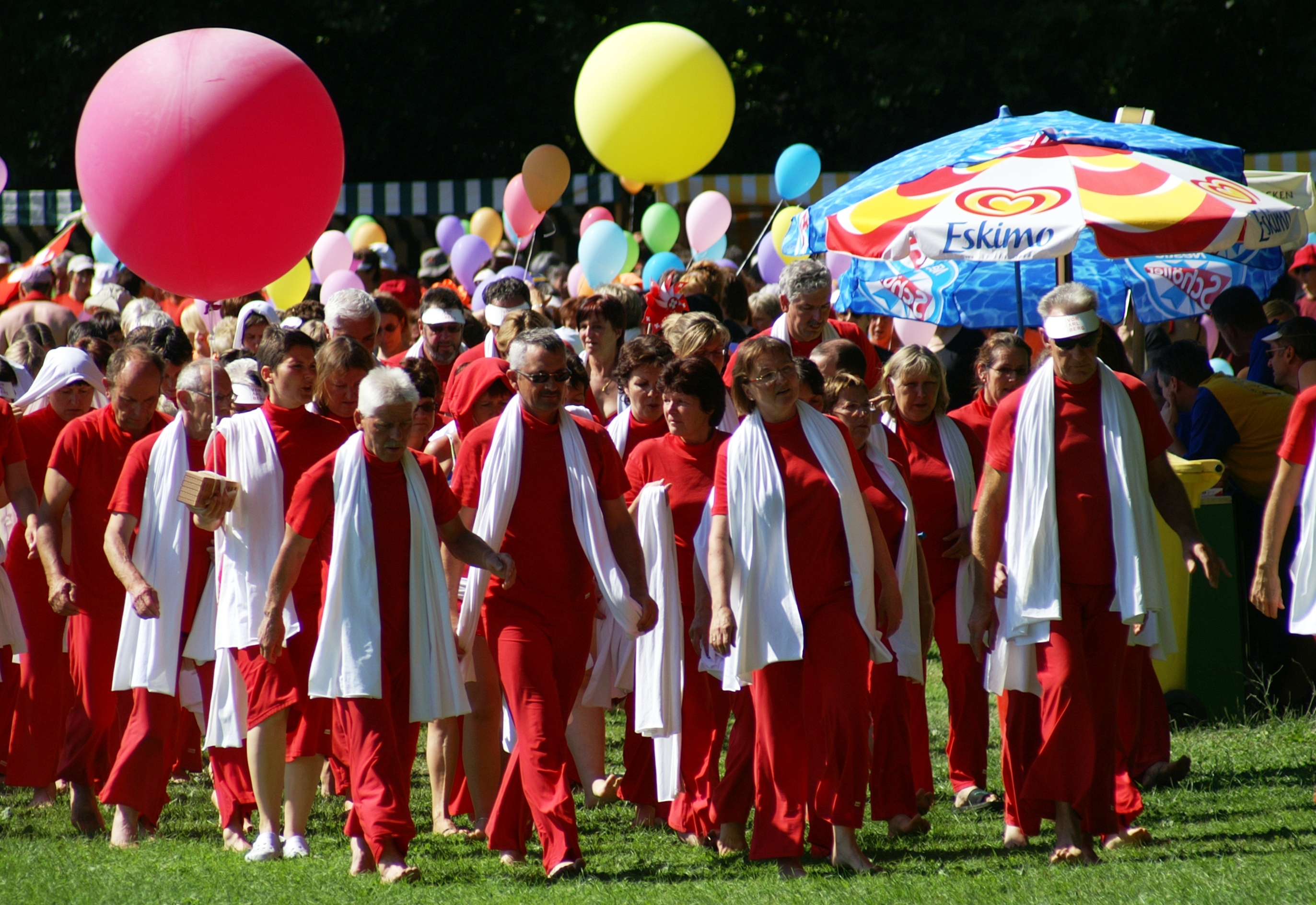
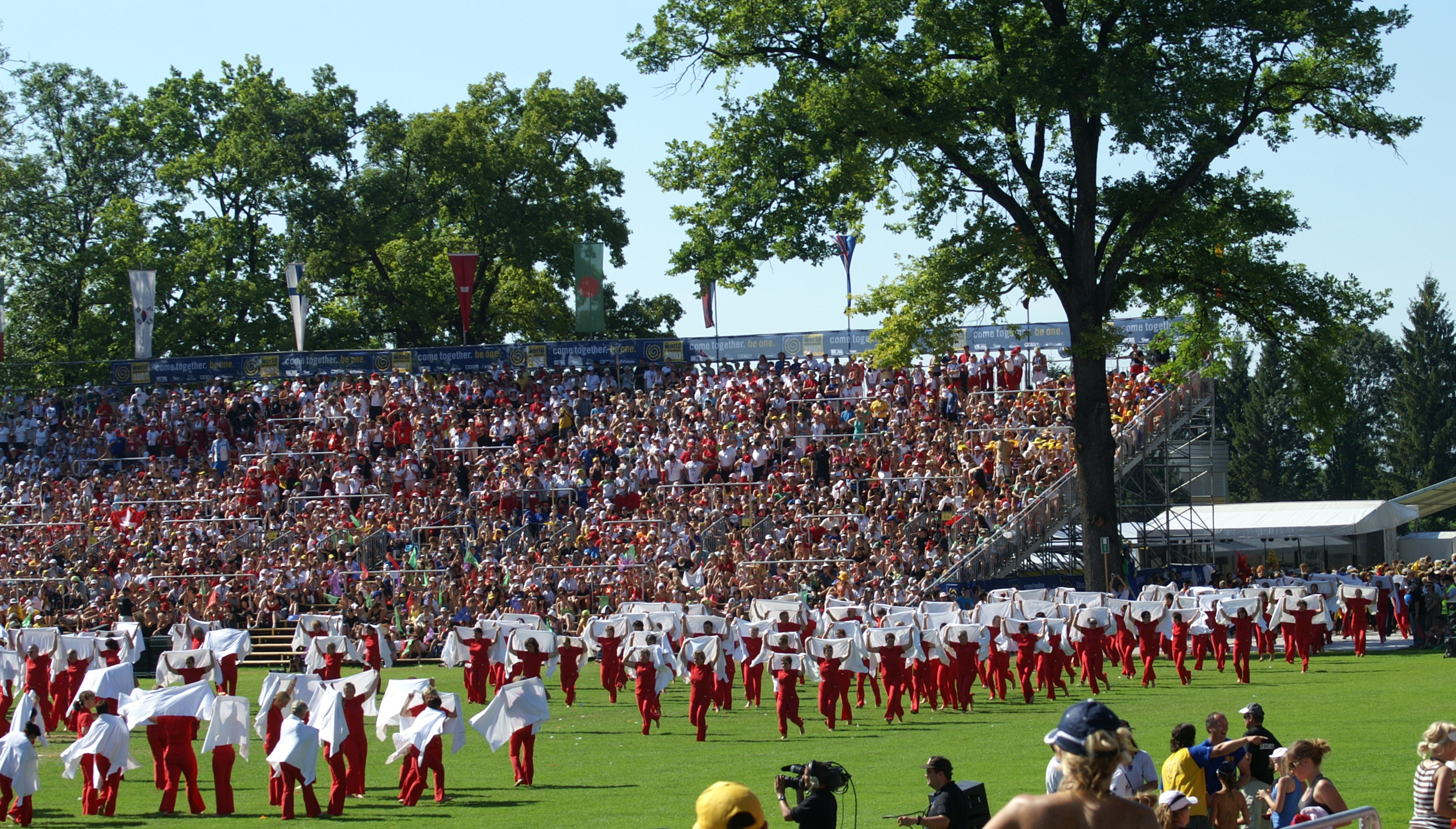
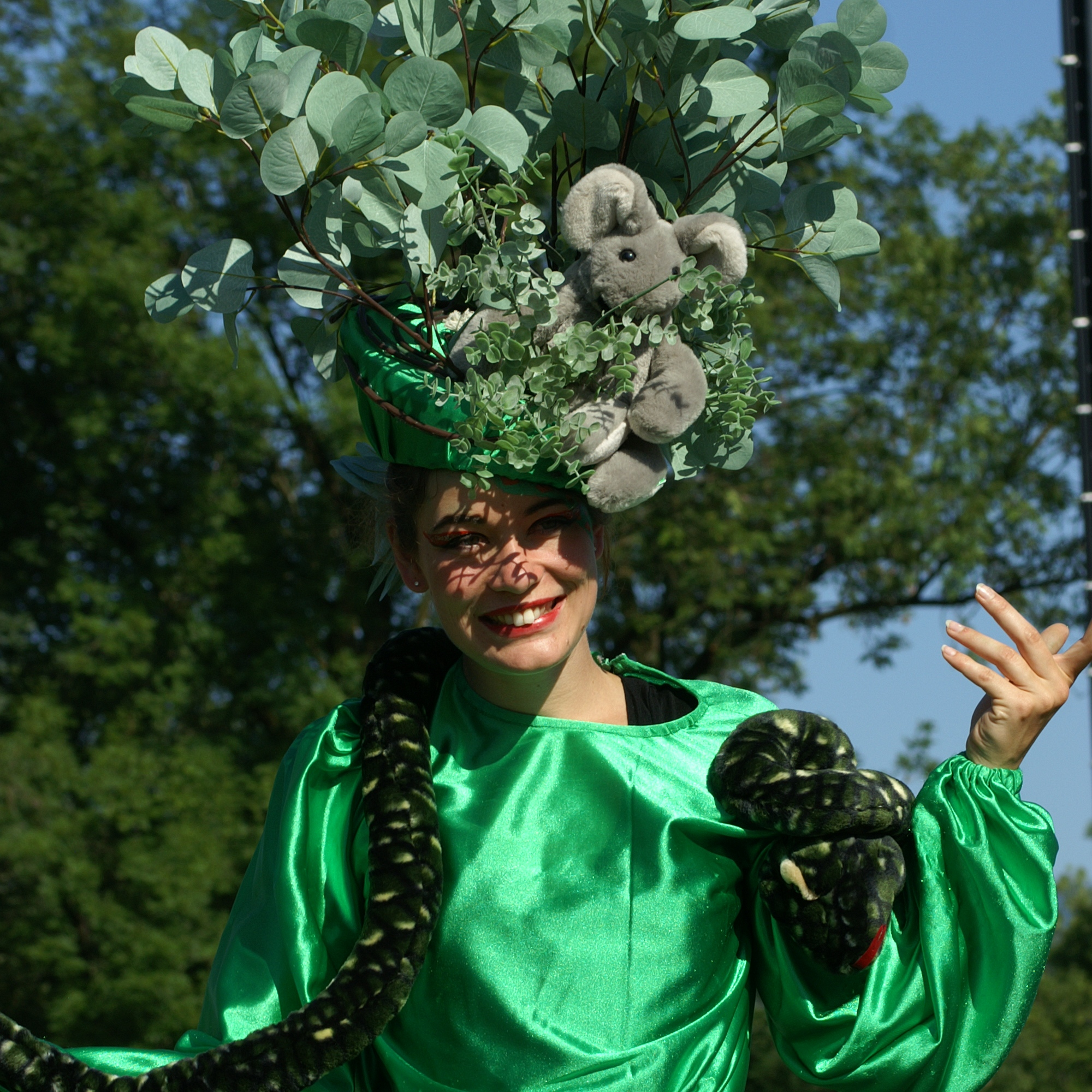
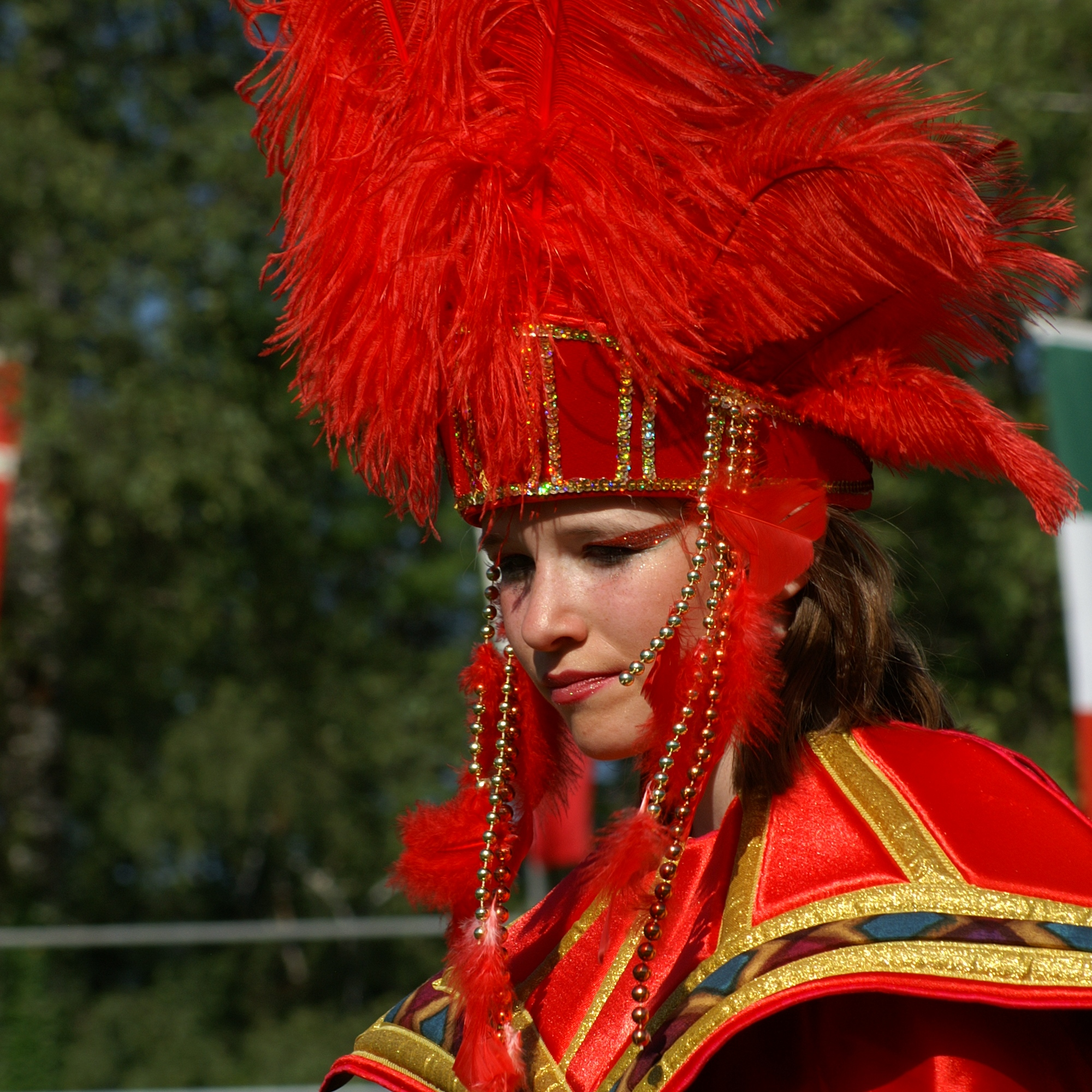